# 施氏光舌鮭
施氏光舌鮭，為輻鰭魚綱水珍魚目小口兔鮭科的其中一種，為深海魚類，分布於北太平洋日本北海道至白令海、加拿大卑詩省南部海域，棲息深度0-1800公尺，本魚體細長而扁，吻尖，下頷長於上頷，背鰭軟條10-11枚、臀鰭軟條11-14枚，體長可達15公分，棲息在中層水域，生活習性不明。